# Bockholmen, Kyrkslätt
För andra betydelser, se Bockholmen (olika betydelser).
Bockholmen är en ö i Finland. Den ligger i Finska viken och i kommunen Kyrkslätt i den ekonomiska regionen  Helsingfors i landskapet Nyland, i den södra delen av landet. Ön ligger omkring 32 kilometer sydväst om Helsingfors.
Öns area är 0,8 hektar och dess största längd är 130 meter i nord-sydlig riktning.